# Битва під Брайтенфельдом (1631)
Битва під Брайтенфельдом — одна з головних битв тридцятирічної війни між протестантськими військами шведського короля Густава ІІ Адольфа та армією Католицької Ліги на чолі з графом Тіллі, що сталася 17 вересня 1631 року. Завершилася поразкою католицької армії.

## Розклад сил
Густав на чолі 30-тисячної армії вів бої з військами католиків на півночі Німеччини. На боці його противника графа Тіллі було близько 40 тисяч війська. 20 травня 1631 року імперська армія Тіллі взяла штурмом і розграбувала Магдебург, вирізавши близько 20 000 мешканців. Різня справила величезний вплив на протестантський світ. Курфюрст Саксонський після цього погодився пропусти війська Густава через свою територію в напрямку Лейпцига, якому саме загрожував Тіллі. До військ шведів також долучились частини саксонців і сили Густава налічували вже близько 47 тисяч людей.
Напротивагу імперській піхоті, де лише 30 % особового складу була озброєна мушкетами, у рядах шведів налічувалося близько 65 % мушкетерів. Крім того шведські мушкети були легші та зручніші у процесі заряжання. Шведська піхота практикувала елементи лінійної тактики та єдиний залп з усіх наявних гармат та мушкетів. А шведська артилерія була більш чисельною та мобільнішою, ніж артилерія графа Тіллі. Докладніша інформація про технічні та організаційні нововведення у шведській армії надана у окремій статті.

## Битва

Битва при Брайтенфельді

Вранці 17 вересня 1631 року зустрілися поблизу Брайтенфельда. Тіллі (35000 солдат і 12000 кінноти) розташувався в традиційному для тих часі в порядку — в центрі піхота, на флангах кавалерія. Центр шведської позиції становили шість бригад піхоти підсилені полком кавалерії. А також додаткова бригада піхоти і полк кавалерії в резерві. На правому фланзі розташувались кавалерія підкріплена частинами мушкетерів. Лівий фланг також зайняла кавалерія підкріплена мушкетерами. Густав активно поєднував кавалерійські і піхотні части, примушуючи їх комплексно вирішувати поставлені завдання.
Битву розпочав двогодинний обстріл шведською артилерією позицій Тіллі, який змусив його ліве крило відступити.
Кавалерія графа Готфріда Паппенгейма сім разів атакувала шведські позиції але зазнала поразки. Кавалерія правого католицького крила тим часом почала наступ на частини саксонців і змусила їх відступати. Саксонці оголили лівий фланг шведів, і Тіллі віддав наказ своїй піхоті наступати, але маневр не вдався і католики понесли великі втрати.
Мушкетери та мобільний артилерийський резерв шведів щільним вогнем зупинили противника. Католицька кавалерія спробувала завдати удару по тилах шведів але була відбита. Католики розпочали панічний відступ під ударами шведської кавалерії.

## Схеми етапів битви

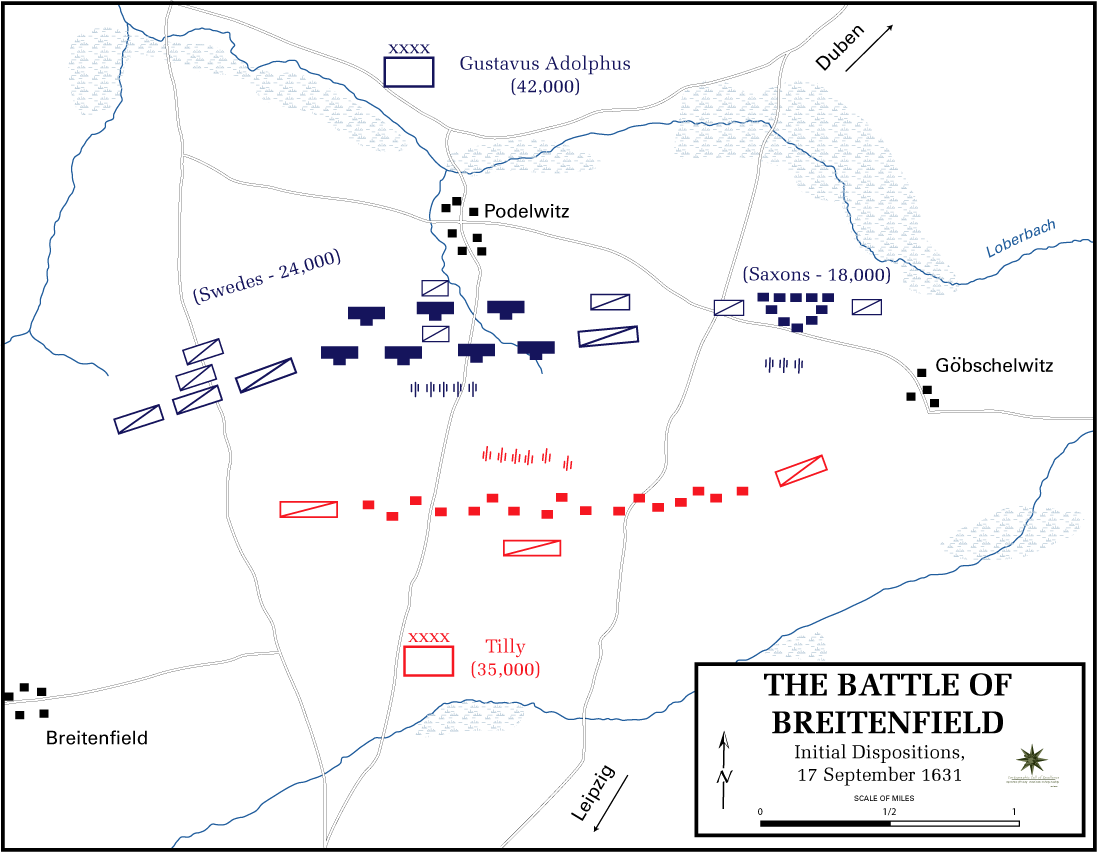
Шикування армій перед битвою.
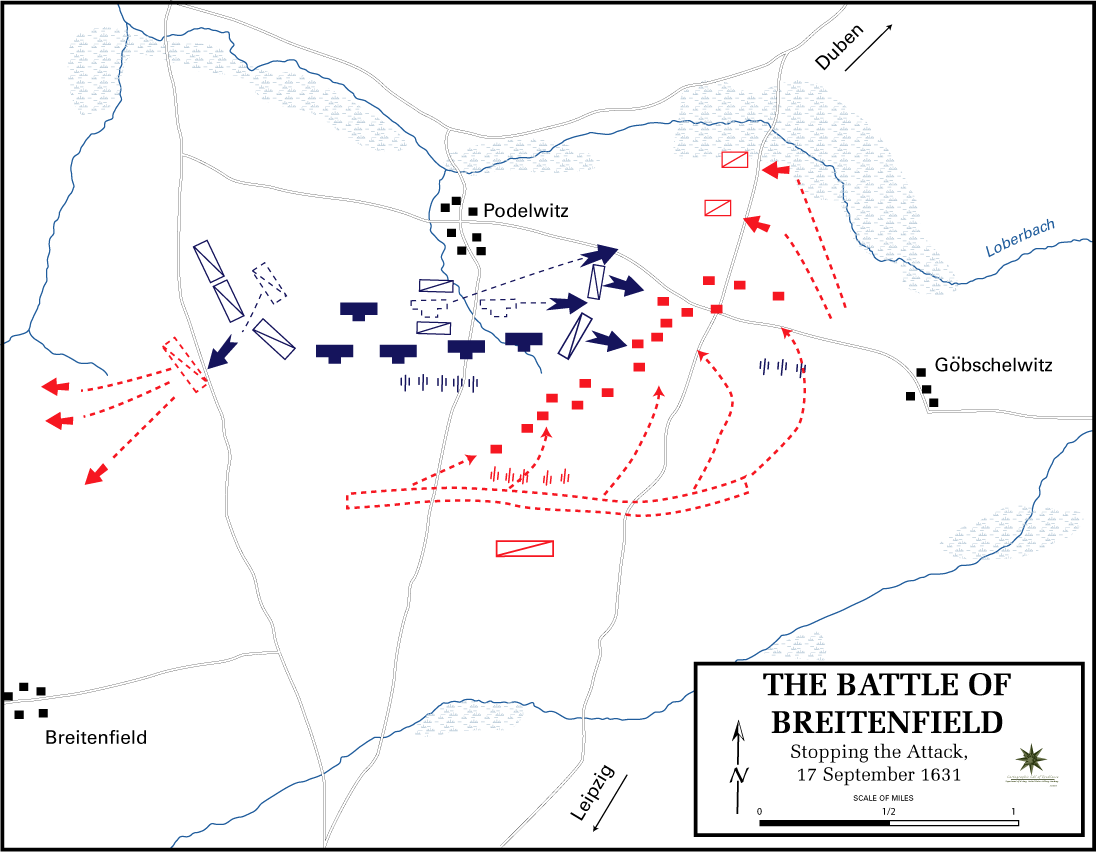
Зупинка атаки католиків.
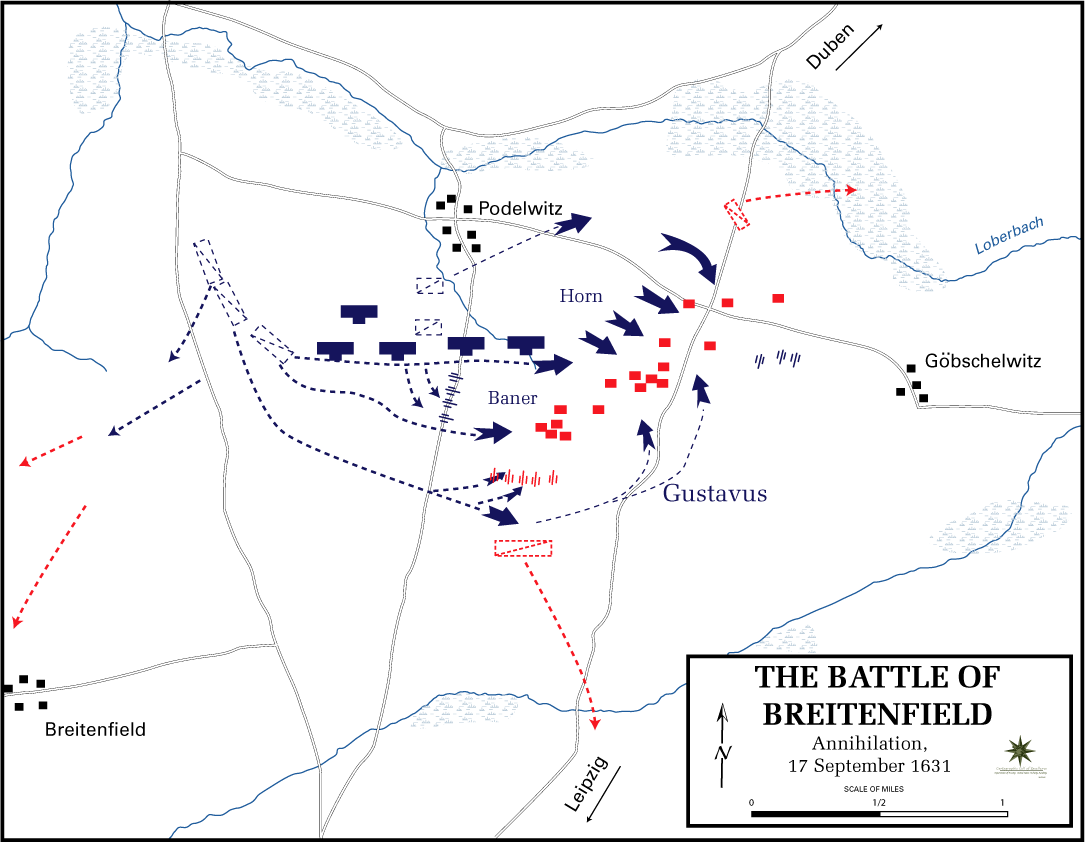
Поразка армії Тіллі.

## Підсумки
Сили Католицької ліги втратили близько 13 000 людей, шведи близько і союзники понад 5 000
Перемога шведів під Брайтенфельдом змінила розклад сил в Тридцятирічній війні. Перемога Густава призвела до зростання авторитету і престижу Швеції яка перетворилась на одну з провідних держав Європи на наступних 50 років.